# Polystachya goetzeana
Polystachya goetzeana är en orkidéart som beskrevs av Friedrich Fritz Wilhelm Ludwig Kraenzlin. Polystachya goetzeana ingår i släktet Polystachya och familjen orkidéer. Inga underarter finns listade i Catalogue of Life.